# Johannes Georgius Graevius

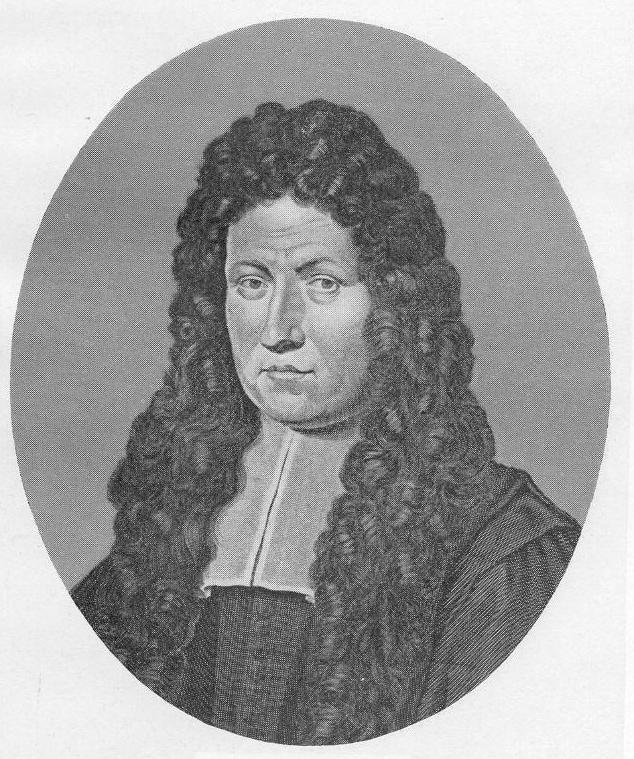
Johannes Georgius Graevius, uit: Alfred Gudeman, Imagines Philologorum, 1911

Johannes (of Joannes) Georgius Graevius (Naumburg (in Saksen), 29 januari 1632 –  Utrecht, 10 januari 1703) was een Duits-Nederlands klassiek filoloog. Hij was hoogleraar in Duisburg, Deventer en van 1661 tot 1703 aan de Universiteit Utrecht. Daar was hij in 1667 en 1668 tevens rector magnificus.

## Levensloop
Johann Georg Graevius was de zoon van Georg Graevius (latinisering van Graeve of Greffe) en Catharina Pfretzschner. Hij studeerde aan het gymnasium in Schulpforta en de universiteit in Leipzig. In 1653 stuurde zijn vader hem naar Oost-Friesland om geldzaken te regelen. Hij maakte van de gelegenheid gebruik om door Nederland te reizen en ontmoette in Deventer de hoogleraar klassieke talen Johann Friedrich Gronovius, bij wie hij vervolgens twee jaar aan het Athenaeum Illustre studeerde. Daarna studeerde hij nog twee jaar in Amsterdam bij de theoloog David Blondel, hoogleraar geschiedenis, en de theoloog Alexander Morus, die hoogleraar Grieks was. In deze jaren ging hij over van de lutherse naar de gereformeerde kerk. In 1656-1658 was hij hoogleraar in Duisburg, in 1658-1661 in Deventer, als opvolger van Gronovius, die naar Leiden was vertrokken. Daarna was Graevius van 1661 tot zijn dood in 1703 hoogleraar in Utrecht, eerst alleen in de retorica (dat wil zeggen klassieke talen), vanaf 1667 ook in de staatskunde en de geschiedenis. Graevius was sympathiek en trok veel studenten. Hij was tevens officieel historieschrijver van Willem III.
Hij was getrouwd met Odilia de Camp. Van zijn achttien kinderen waren bij zijn dood nog slechts vier dochters in leven. Hij had een veelbelovende, maar jong gestorven zoon Theodorus Georgius Graevius (1669-1692) die in 1688 in Utrecht promoveerde. Het werk aan een uitgave van Callimachus dat hij naliet, werd later door zijn vader uitgegeven (Utrecht 1697). Hieraan verleende ook de grote Engelse classicus Richard Bentley zijn medewerking, met wie Graevius een correspondentie onderhield en die hij in Nederland bekend maakte. Tot zijn andere vele correspondenten behoren onder anderen Spinoza, Frederik Ruysch en Constantijn Huygens.
Na Graevius’ dood hield Petrus Burman een grafrede Oratio funebris in obitum Joannis Georgii Graevii. De uitgave hiervan (Utrecht 1703) bevat ook een lijst van Graevius’ werk.

## Werken

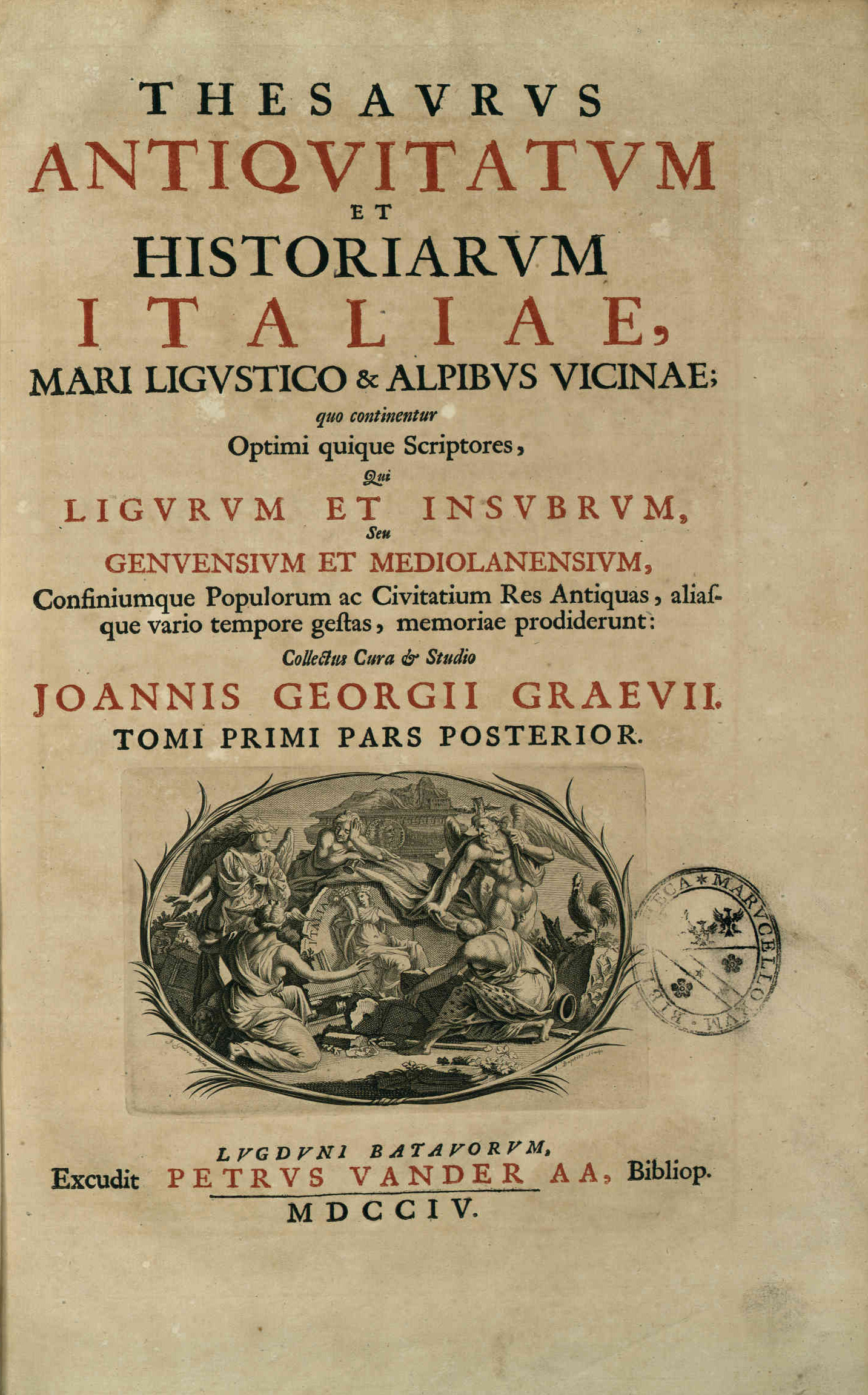
Thesaurus antiquitatum et historiarum Italiae, 1704

Graevius heeft vele edities van Griekse en Latijnse schrijvers bezorgd, waarvan alleen die van Cicero nu nog waardevol zijn. Hij besteedde veel tijd aan Cicero, van wie hij bijna alle werken uitgaf: Epistolae ad familiares (1677), Epistolae ad Atticum (1684), De officiis (Amsterdam 1688) en de Orationes (Amsterdam 1695-1699, 3 delen). Van belang is ook zijn editie van Hesiodus (Amsterdam 1677), maar dan omdat hierin de aantekeningen van Scaliger en François Guyet zijn bewaard.
Zijn bekendste werken waren zijn twee grote Thesauri (Schatkamers), waarin hij allerlei eerder door anderen (onder anderen Johannes Meursius) geschreven verhandelingen over oudheden (vnl. Romeinse) bijeenbracht, dat wil zeggen over staatsinrichting, wetten, topografie, enz. De eerste was de Thesaurus antiquitatum Romanarum (Leiden en Utrecht 1694-1699 in 12 delen). Na zijn dood verscheen de Thesaurus historiarum et antiquitatum Italiae, waarvan de eerste drie delen door Perizonius werden bezorgd en de overige door Petrus Burman (14 delen, Leiden 1704-1725). Burman gaf ook de verbeterde en vermeerderde editie uit die Graevius had gemaakt van Gruterus’ uit 1603 stammende Corpus Inscriptionum (Amsterdam 1707).
Graevius was een begenadigd Latijns redenaar. Hij hield feestredes bij de heropening van de Utrechtse universiteit in 1675 en bij de 50ste dies natalis in 1686. Vier van zijn redes zijn lofredes op Willem III. Zijn meest opmerkelijke redevoering is de Oratio de Cometis uit 1681, waarmee hij een van de eersten was die aantoonden dat het verschijnen van hemellichamen geen ongeluk aan de aarde kan voorspellen. Deze redevoering was succesvol en werd een jaar later in het Nederlands vertaald: Redenvoeringh ofte oratie van de cometen (Utrecht 1682).